# Sphodros rufipes
Sphodros rufipes är en spindelart som först beskrevs av Pierre André Latreille 1829.  Sphodros rufipes ingår i släktet Sphodros och familjen pungnätsspindlar. Inga underarter finns listade i Catalogue of Life.